# أهاشي
   أهاشي  (بالإنجليزية: Ahachi)‏  هي قرية أمازيغية جبلية مغربية وسط المملكة. ينتمي دوار  أهاشي لإقليم الحوز ضمن جهة مراكش أسفي.
وهي قرية تتميز بالبساطة ويعتمد أهلها في معيشتهم على الفلاحة، والأشجار المثمرة كالزيتون بالدرجة الأولى بالإضافة إلى أشجار اللوز والجوز والتفاح ...

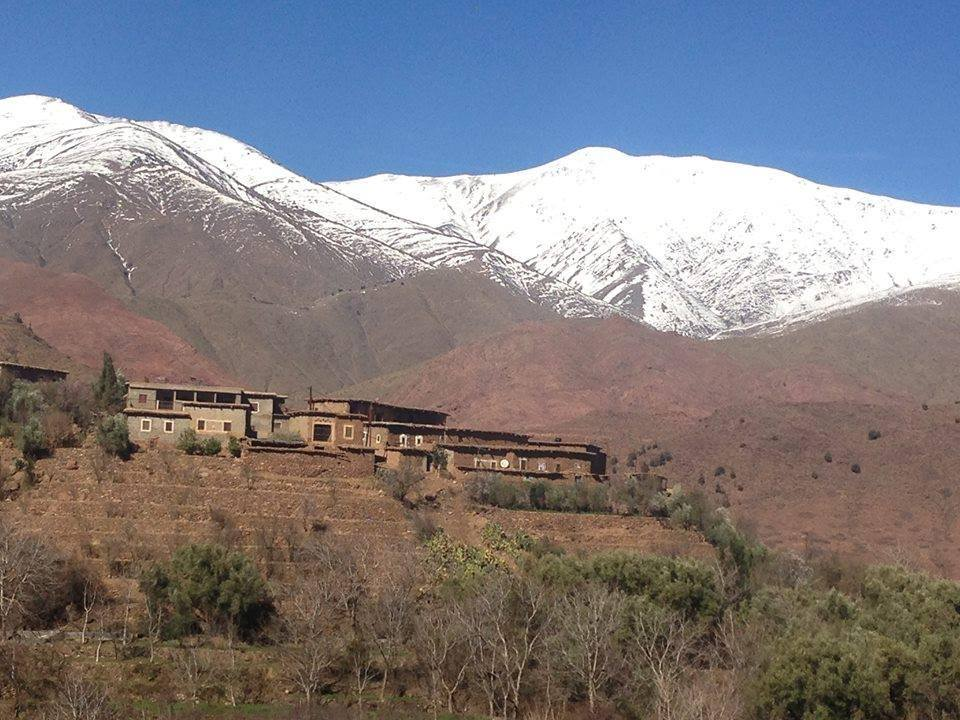
دوار أهاشي

## أصل التسمية
بالتتبع لبعض الروايات الشفهية لأكابر المنطقة : فإن أصل التسمية، يعود لأول رحال نزل بالمنطقة، وكان إسمه أهاشي وهذا الأخير كان من أغنياء المنطقة، لكن غناه هو سبب بلواه، حيث تم اغتياله وأخذ كل ممتلكاته وحرق المكان.

## وصلات خارجية
- البوابة الوطنية للجماعات الترابية .
- المندوبية السامية للتخطيط.